# Renata Borgatti
Renata Borgatti (Bologna, 2 marzo 1894 – Roma, 10 marzo 1964) è stata una pianista italiana.

## Biografia
Figlia del tenore wagneriano Giuseppe Borgatti, studiò come ballerina, ma abbandonò la danza per diventare concertista di pianoforte, specializzandosi nel repertorio di Claude Debussy, l'esecuzione delle cui opere, insieme a quelle di altri autori, riscosse grande successo in Italia e all'estero , soprattutto presso il pubblico francese . Eccellente pianista   , fu chiamata dall'Accademia Chigiana a tenere un corso sull'Arte del Preludio e delle Fughe di J. S. Bach nei 48 Preludi e 48 Fughe del Clavicembalo ben temperato con esecuzioni integrali e commenti, e un altro sul romanticismo musicale di Schumann e Chopin, interventi poi pubblicati sulla rivista Quaderni dell'Accademia Chigiana.  
Omosessuale dichiarata, nel 1918 si stabilì a Capri, dove essendo presente una folta comunità di persone omosessuali il suo stile di vita destava meno scandalo che altrove. Qui ebbe una breve relazione con Mimì Franchetti, una delle più celebri bellezze mondane dell'epoca, figlia del barone veneziano Alberto Franchetti, compositore.
Dopo la fine della storia, la Borgatti conobbe nel 1919 la pittrice Romaine Brooks, che fu sua amante e che ce ne ha lasciato un intenso ritratto.
Nel 1920 Renata Borgatti lasciò Capri (e la Brooks) per perseguire la sua carriera in Europa.
Negli anni venti del XX secolo si esibì spesso con la violinista Olga Rudge. Le due lavorarono spesso assieme, nonostante l'amante della Rudge, Ezra Pound, all'epoca critico musicale, liquidasse con giudizio affrettato il suo modo di suonare come "strimpellare", valutazione successivamente oggetto di ripensamento alla luce di una più chiara comprensione della tecnica e della impetuosa personalità della Borgatti . Fu amante anche della Principessa di Polignac. In un secondo momento fece coppia stabile con Clara Haskil.
Dopo avere abbandonato i palcoscenici si diede all'insegnamento della musica.
Morì a Roma, di leucemia, nel 1964, mentre intorno a lei i suoi allievi eseguivano, dall'alba a mezzogiorno , secondo un desiderio da lei espresso, la Passione secondo Matteo di Bach. È sepolta nel cimitero di Palestrina .